# Ачгуарська сільська адміністрація
Ачгуа́рська сільська́ адміністра́ція (абх. Ачгуара ақыҭа ахадара) — сільська адміністрація в складі Очамчирського району Абхазії. Адміністративний центр адміністрації — село Ачгуара.
Сільська адміністрація в часи СРСР існувала як Ачигварська сільська рада Гальського району. 1994 року, після адміністративної реформи в Абхазії, сільська рада була перетворена на сільську адміністрацію, перейменована і передана до складу Очамчирського району.
В адміністративному відношенні сільська адміністрація утворена з 3 сіл:
- Булішхіндж (Апсха-Ідзих)
- Ачгуара (Ачигвара)
- Гудаа (Гудава)

| Грузія | Це незавершена стаття з географії Грузії. Ви можете допомогти проєкту, виправивши або дописавши її. |